# Брамея европейская
Брамея европейская (лат. Brahmaea europaea = Acanthobrahmaea europaea) — вид ночных бабочек из семейства Брамеи. Первый экземпляр был пойман 18 апреля 1963 года.
Синонимы:
- Acanthobrahmaea europaea Hartig, 1963
- Brahmaea (Acanthobrahmaea) europaea Hartig, 1963

## Описание
Размах крыльев самца 60—65 мм, самки 65—80 мм. Крылья широкие, округлые. Активна в сумерках и ночью. 
За год развивается одно поколение. Время лёта бабочек длится в течение короткого периода в течение трех или четырех недель с конца марта до начала мая, с пиковой активностью в первой половине апреля. Бабочки активны в начале ночи, сразу после заката, и способны летать даже при очень низких температурах, даже во время снега
Стадия яйца 12–15 дней. Гусеницы растут и развиваются быстро. Кормовые растения гусениц: Fraxinus angustifolia, Phyllirea latifolia. Также питание возможно на Ligustrum vulgare и Fraxinus ornus. Окукливаются в земле, где куколка зимует до следующей весны. Колючки, присутствующие на брюшных сегментах куколки, вероятно, поддерживают активные движения куколки в земле.

## Ареал
Эндемик Италии. Вид встречается только в очень маленькой области (всего известно не более 12 локалитетов обитания вида), в основном вокруг горы Монте-Вультуре, и в нескольких местах вдоль долин рек Басенто и Кавоне в провинциях Потенца и Матера
Обитает в смешанных широколиственных пойменных лесах, где преобладают дубы и грабы с густыми зарослями обыкновенного боярышника и филлиреи на высотах от 250 до 800 метров над уровнем моря.